# 鰨形奈氏鱈
鰨形奈氏鱈，為輻鰭魚綱鱈形目鼠尾鱈科的其中一種，分布於東印度洋西澳大利亞海域，屬深海底棲性魚類，深度830-1500公尺，體長可達35公分，棲息在大陸坡底層水域，生活習性不明。